# David Cairns
John David Cairns, född 7 augusti 1966 i Greenock, Renfrewshire, död 9 maj 2011 i London, var en brittisk parlamentsledamot (Labour) för valkretsen Greenock and Inverclyde i Skottland sedan 2001. Han var den förste representanten för denna valkrets som var född i trakten.  
Från 1991 till 1994 var han präst i katolska kyrkan. Han arbetade även inom Christian Socialist Movement.